# K. S. Adiyaman
K. S. Adiyaman est un réalisateur et scénariste indien, auteur de films en tamoul et en hindi.

## Filmographie
- Hum Tumhare Hain Sanam (2002)
- Priyasakhi (2005)
- Shaadi Karke Phas Gaya Yaar (2006)